# Jiuzhang
Jiuzhang est une série d'ordinateurs quantiques photoniques développés par une équipe de l'Université de sciences et technologie de Chine (USTC) dirigée par Pan Jianwei et Lu Chaoyang. L'ordinateur est nommé d’après le livre classique Jiuzhang suanshu.

## Jiuzhang 1
Le 3 décembre 2020, l'USTC a annoncé dans Science que Jiuzhang avait effectué avec succès un échantillonnage de boson gaussien (en) en 200 secondes, avec un maximum de 76 photons détectés. Le groupe USTC a estimé qu'il faudrait 2,5 milliards d'années au supercalculateur Sunway TaihuLight pour effectuer le même calcul,. En plus d'un avantage de calcul quantique, Jiuzhang a un espace de Hilbert 10 milliards de fois plus grand que le processeur Sycamore à base de supraconducteurs de Google, et en tant que tel, il est plus difficile à simuler de manière classique.

## Jiuzhang 2
En 2021, Jiuzhang 2 serait « 100 sextillions de fois plus rapides que les plus grands ordinateurs conventionnels actuels ». Dans cette nouvelle machine, le nombre de photons est porté de 76 à 113. Selon l'équipe, il peut calculer en une milliseconde une tâche qui prendrait 30 000 milliards d'années avec le plus rapide des ordinateurs classiques,. 